# Melòbosis
Melòbosis (en grec antic Μηλόβοσίς) va ser, segons la mitologia grega, una oceànide, una nimfa, filla d'Oceà i de Tetis, que Hesíode cita a la seva llista d'oceànides.
Els seus pares van ser els titans Oceà i Tetis, i va tenir moltes germanes, segons Hesíode fins a 3.000, i molts germans, els Oceànits, déus fluvials, que també eren 3.000. Els seus avis eren Urà i Gea.
Melòbosis, a banda de la cita que en fa Hesíode, només apareix en un mite: ella i algunes de les seves germanes, van ser les companyes de Persèfone, quan va ser segrestada per Hades, el déu de l'inframón, tal com explica la mateixa Persèfone a la seva mare Demèter a l'Himne homèric a Demèter.